# Nathan Trott
Nathan Wallace Newman Trott (Isla Saint David, 21 de noviembre de 1998) es un futbolista británico que juega como portero en el Cardiff City F. C. de la League One.
Nacido en Bermudas, ha representado tanto a Bermudas como a Inglaterra en categorías inferiores.

## Carrera en el club
Nacido en Bermudas, Trott se unió a la academia del Valencia en España como jugador de campo, después de ser visto en una academia satélite dirigida por el Valencia en Saltus Grammar School. Trott pasó a ser guardameta en la selección sub-15 de Bermudas tras la lesión de Ajai Daniels. A su regreso a Bermudas, Trott se unió a North Village Rams. En enero de 2016, Trott se unió al West Ham United por recomendación de Clyde Best, y firmó un nuevo contrato de cuatro años con el club en marzo de 2019.
Trott se marchó cedido al AFC Wimbledon en junio de 2019. Debutó el 17 de agosto en el empate a uno en casa frente al Accrington Stanley.
El 23 de enero de 2021, Trott debutó, como suplente, con el West Ham en la victoria por 4-0 en la FA Cup contra el Doncaster Rovers.
En julio de 2021, fue cedido al club francés Nancy. En agosto de 2022, fue cedido al club danés Vejle. En junio de 2023, su contrato de cesión se prorrogó un año más.
El 22 de junio de 2024, Trott fichó por el Copenhague danés por una cantidad no revelada, firmando un contrato de cuatro años. Debutó con el club en el primer partido de la temporada contra el Lyngby Boldklub y mantuvo la portería a cero, en una victoria por 2-0. Tras el partido, el entrenador Jacob Neestrup elogió su actuación en el debut. En el partido de vuelta de la tercera ronda de la Liga Conferencia de la UEFA contra el Baník Ostrava, desempeñó un papel importante para el Copenhague al detener cuatro penaltis en la tanda que clasificó al club para la siguiente ronda.

## Carrera internacional
Trott ha representado a Inglaterra en la Sub-20, siendo miembro de la selección en el Campeonato de Europa sub-19 de la UEFA 2017.
El 30 de agosto de 2019, Trott fue incluido por primera vez en la Inglaterra U21.

## Palmarés

### Títulos nacionales
| Título                 | Club             | País      | Año  |
| ---------------------- | ---------------- | --------- | ---- |
| Superliga de Dinamarca | F. C. Copenhague | Dinamarca | 2025 |
| Copa de Dinamarca      | F. C. Copenhague | Dinamarca | 2025 |

### Distinciones individuales
| Distinción                                            | Año  |
| ----------------------------------------------------- | ---- |
| Equipo del mes de la Superliga de Dinamarca (octubre) | 2023 |